# Giedrė Lukšaitė-Mrázková
Giedrė Lukšaitė-Mrázková (* 17. prosince 1944, Kaunas, Litevská SSR) je česko-litevská cembalistka a varhanice, která od roku 1976 trvale žije v Česku.

## Životopis
Absolvovala hru na klavír a varhany na Litevské hudební akademii ve Vilniusu. V roce 1968 se stala laureátkou Mezinárodní varhanní soutěže M. K. Čiurlionise. Získala aspiranturu v oborech hra na varhany (Konzervatoř P. I. Čajkovského v Moskvě) a hra na cembalo u prof. Zuzany Růžičkové na pražské HAMU. Při studiích v Praze potkala svého budoucího manžela.
Její mnohostrannou činnost v oblasti sólové (varhany, cembalo, kladívkový klavír) a komorní dosvědčuje přes 1000 koncertů v Evropě a Japonsku, dále nahrávky pro Českou televizi, Český rozhlas či pro česká, litevská a dánská nahrávací studia (přes 20 CD sólových i komorních skladeb). V letech 1983 až 1993 byla členkou souboru Ars rediviva. V roce 2018 vydala na CD druhý díl Dobře temperovaného klavíru J. S. Bacha. Důležité postavení v jejím repertoáru má česká hudba 18. století. Iniciovala řadu soudobých kompozic pro cembalo. Prezentuje je nejen na koncertech a nahrávkách, ale i pořádáním mistrovských kurzů (Paříž, Lyon, Výmar, Vilnius).
Pedagogickou činnost zahájila na Litevské hudební akademii. Od roku 1981 působí na HAMU jako vysokoškolský profesor a vede cembalové oddělení. Za 35 let jeho samostatné existence připravila více než 35 absolventů (doktorandů, magistrů a bakalářů), kteří se úspěšně uplatňují nejen v různých mezinárodních soutěžích, ale i v domácím i zahraničním koncertním životě. Mezi její studenty patří: Edita Keglerová, Monika Knoblochová, Petra Žďárská a další.
Za přínos litevské kultuře byla oceněna litevským prezidentem V. Adamkusem Řádem knížete Litvy Gediminase.